# Ged (heráldica)

Insignia de cresta del Clan Ged. La cabeza de ged que se usa en la insignia es un juego de palabras del nombre del clan, un ejemplo de las armas parlantes.

Un ged es un término heráldico para el pez conocido como carpado o lucio. En muchos casos se usa como "parlante" en los blasones; que significa, en al jerga de los escudos de armas hacer un juego de palabras con el apellido del portador, uno de sus títulos, un apodo, o el nombre de un estado. La palabra ged deriva del Nórdico antiguo gaddr (spike). En el sueco contemporáneo la palabra que se usa para carpado es gädda. En cambio en el Danés la palabra para lucio es gedde y en el islandés actual, la palabra es gaddur, muy parecida al nórdico.